# 醍醐輝弘
醍醐 輝弘（だいご てるひろ）は、江戸時代後期の公卿、廷臣。醍醐家第七代並びに第九代当主。

## 概要
光格天皇（119代）・仁孝天皇（120代）・孝明天皇（121代）の三帝にわたって仕え、官位は従一位・内大臣まで昇った。

## 生涯
形式上、本家である一条家の猶子となっていたが、寛政5年（1793年）に叙爵、実家の家督を相続する。以降父同様に清華家当主として速いスピードで昇進し、侍従・左近衛権少将・左近衛権中将を経て、寛政12年（1800年）に従三位に達して公卿に列する。その後、踏歌節会外弁・権中納言を経て、文化12年（1815年）に権大納言となる。
1819年、長男の忠善が生まれ家督も譲るが、翌年に死亡。再度当主となるが、1830年に次男の忠順が誕生し、翌年これに家督を譲った。
幼少の当主忠順を補佐する一方で、輝弘自身もその後長らく昇格しなかったが、天保11年（1840年）には踏歌節会内弁に就任し、弘化4年（1846年）に内大臣・右近衛大将・右馬寮御監に任命された。嘉永元年（1848年）すべての官職を辞した。嘉永2年（1849年）に従一位を授与された。1859年に亡くなった。

## 家族・親族
- 父：醍醐輝久
- 母：蜂須賀幸子（蜂須賀重喜の娘）
- 正室：蜂須賀宗子（蜂須賀至央の養女）（実父は至央の甥、蜂須賀休光）
  - 男子：醍醐忠善（1819-1820）
- 妻：鷹司辰子（准三宮鷹司政煕の娘）
  - 男子：醍醐忠順（1830-1900）
- 四女・栄子（しげこ、1824-1889、生母不明） - 鷹司政通猶子高千穂教有（鷹司通綱）の妻[1]

## 系譜

### 醍醐家
醍醐家は、一条昭良の子である醍醐冬基を始祖とし、清華家の一つであった。

### 皇室との関係
後陽成天皇の男系六世子孫である。後陽成天皇の第九皇子で一条家を継いだ一条昭良の男系後裔。

詳細は皇別摂家#系図も参照のこと。